# Philippe Sollers
Philippe Sollers (Talence, 28 de novembro de 1936 – Paris, 5 de maio de 2023) foi um escritor francês. 

## Biografia
Sollers nasceu em Talence em 28 de novembro de 1936. Estudou na escola superior de Ciências Econômicas e Sociais, em Paris. Sua primeira obra publicada, Le Défi (1957), recebeu o prêmio Fénéon. Mas foi no início da década de 1960 que Sollers se destacou como importante intelectual, empreendendo uma reflexão sobre a linguagem e suas relações com o real.
No Brasil, a Estação Liberdade editou a obra Sade contra o ser supremo.
Sollers morreu em 5 de maio de 2023, aos 86 anos, em Paris.

## Obras

### Ensaios
- Francis Ponge (apresentação e antologia), Seghers, 1963 ; rééd. 2001
- L’intermédiaire, Le Seuil, 1963
- Logiques, Le Seuil, 1968
- L’écriture et l'expérience des limites, Le Seuil, 1968
- Sur le matérialisme, Le Seuil, 1974
- Théorie des exceptions, Folio, 1985
- Improvisations, Gallimard, 1991
- Liberté du XVIII×10{{{1}}} (extraits de La Guerre du goût), Gallimard, 2002
- La Guerre du goût, Gallimard, 1994
- Sade contre l'Être suprême, precede Sade dans le temps, Gallimard 1996
- La Littérature contre Jean-Marie Le Pen. À propos du roman de Mathieu Lindon : « Le Procès de Jean-Marie Le Pen », P.O.L, 1998
- L’Année du tigre, journal de l'année 1998, Le Seuil, 1999
- Éloge de l'Infini, Gallimard, 2001
- Illuminations à travers les textes sacrés, Robert Laffont, 2003
- Dictionnaire amoureux de Venise, Plon, coll. Dictionnaire amoureux, 2004
- Le Saint-Âne, Verdier, 2004
- Logique de la fiction, Cécile Deffaut 2006
- Fleurs, Hermann, 2006
- Guerres secrètes, Carnets nord, 2007
- Grand Beau Temps (aphorismes et pensées choisies), Le cherche midi, 2009
- Discours parfait, Gallimard, 2010
- Vers le Paradis, Desclée de Brouwer, 2010
- Fugues, Gallimard, 2012
- Portraits de femmes, Flammarion, 2013
- L’Amitié de Roland Barthes, Le Seuil, 2015

### Romances
- Une curieuse solitude, Le Seuil, 1958
- Le Parc, Le Seuil, 1961, Prémio Médicis
- Drame, Le Seuil, 1965
- Nombres, Le Seuil, 1966
- Lois, Le Seuil, 1972
- H, Le Seuil, 1973
- Paradis, Le Seuil, 1981
- Femmes, Gallimard, 1983
- Portrait du joueur, Gallimard, 1984
- Paradis 2, Gallimard, 1986
- Le Cœur absolu, Gallimard, 1987
- Les Folies françaises, Gallimard, 1988
- Le Lys d’or, Gallimard, 1989
- La Fête à Venise, Gallimard, 1991
- Le Secret, Gallimard, 1993
- Studio, Gallimard, 1997
- Passion fixe, Gallimard, 2000
- Un amour américain, Mille et une nuits, 2001
- L’Étoile des amants, Gallimard, 2002
- Une vie divine, Gallimard, 2005
- Un vrai roman. Mémoires (autobiographie), Plon, 2007
- Les Voyageurs du temps, Gallimard, 2009
- Trésor d'amour, Gallimard, 2011
- L'Éclaircie, Gallimard, 2012
- Médium
- Mouvement, Gallimard,

### Monografias
- Alain Kirili, galeria Adrien Maeght, 1984
- Louis Cane, catálogo raisonné sculptures, Galerie Beaubourg, 1986
- Les Surprises de Fragonard, Gallimard, 1987
- Rodin : dessins érotiques, avec Alain Kirili, Gallimard, 1987
- De Kooning vite, La différence, 1988 ; rééd. 2007
- Watteau et les femmes, Flammarion, 1992
- Le Paradis de Cézanne, Gallimard, 1995
- Picasso, le héros, Le cercle d'art, 1996
- Les Passions de Francis Bacon, Gallimard, 1996
- Willy Ronis, Nues, Terre bleue, 2008

### Entrevistas
- Entretiens avec Francis Ponge, Seuil-Gallimard, 1963
- Délivrance, avec Maurice Clavel, Seuil, 1976
- Au-delà du dialogue avec Edgar Faure, Balland, 1977
- « Conversation à Notre-Dame », avec Frédéric Berthet, Communications n° 30, 1979
- Vision à New York, avec David Hayman, Grasset, 1981
- Le Rire de Rome, Gallimard, 1992
- La Divine Comédie, avec Benoit Chantre, Desclée de Brouwer, 2000
- Voir écrire, avec Christian de Portzamparc, Calmann-Levy, 2003
- Poker avec Ligne de risque, Gallimard, coll. « L'infini », 2005
- L'Évangile de Nietzsche, Le cherche midi, 2006

### Biografias
- Le Cavalier du Louvre (Vivant Denon), Plon, 1995 ; rééd. Folio-Gallimard
- Casanova l'admirable, Plon, 1998; rééd. Folio-Gallimard
- Mystérieux Mozart, Plon, 2001; rééd. Folio-Gallimard

### Áudios
- La Parole de Rimbaud, Gallimard, collection « À voix haute », 1999
- Entretien avec Francis Ponge, 6 volumes, Ina, 1999
- James Joyce, conférence, BnF, coll. « Grandes figures de la littérature mondiale au séc XX », 2001
- Point de lendemain de Vivant Denon, lu par Sollers, éd. De Vive voix, 2005
- Écoute de Nietzsche, leçon philosophique, Fremeaux, 2008
- Déroulement du Dao. La Chine dans les romans de Philippe Sollers, Fremeaux, 2008

### Vídeos
- Sollers au paradis / Sollers au pied du mur, 1983, réédité en 2007 par Arcades video
- Sollers-Godard L'entretien[2], 1983, rééd. 2006 par Arcades video
- Sollers joue Diderot / Le trou de la vierge, 1984, rééd. 2007 par Arcades video
- La Porte de l'Enfer d'Auguste Rodin, réalisé par Philippe Sollers et Laurène L’Allinec, diffusé sur FR3 dans le cadre de l’émission Océaniques le 27 janvier 1992.
- Sollers, l'isolé absolu, Art production et France 3, coll. « Un siècle d'écrivain », 1998
- Nietzsche, miracle français, Les films du Lieu-dit, 2006
- Une étrange guerre, film sur Guy Debord « avec Patrick Mosconi comme conseiller, et dont Alice Debord est partie prenante » ; projeté le 19 octobre 2000 sur France 3[3]
- Sur la Chaîne de PhilippeSollers, « Sollers visite Debord en dehors des relations spectaculaires
- Vers le Paradis, Desclée de Brouwer, 2010